# 洛克河
洛克河（皇家轉寫：Maenam Ruak，發音：[mɛ̂ː.náːm rûa̯k]），是緬甸-泰國邊界上面對著寮國的一條河流，為湄公河右岸支流。兩條河流交會點稱為「金三角」，為著名旅遊景點。
洛克河發源於緬甸撣邦的丹老山脈，向南流至與其支流湄賽河滙流處（泰國最北端）起，轉東南流並成為緬甸與泰國（清萊府）的界河，最終注入湄公河。國界河段共有26.75（16.62英里）長。

## 外部連結
- Some Selected Wetlands in the Mekong River Basin of Thailand （页面存档备份，存于）
- Thai geography （页面存档备份，存于）